# Francis Levesque
Francis Levesque (né le 13 octobre 1890 à Évron et mort le 29 décembre 1961 à Paris) est un artiste et homme politique français.

## Biographie
Son père gérait des fermes. Il est élève au Lycée de Laval entre 1903 et 1908. Il est mobilisé, lors de la Première Guerre mondiale, comme Sergent-Fourrier au 124e régiment d'infanterie. Il est blessé le 22 août 1914 à Virton, en Belgique. Réformé en 1915, il travaille en 1916 à Paris. En 1918, il s'installe à Laval en qualité de Directeur Régional d'Assurances. Il est ensuité élu Conseiller Municipal, puis Maire-Adjoint.
Outre le dessin, il a pratiqué l'eau-forte sous la direction de Pierre Desbois. En 1932, Francis Levesque s'installe à Auxerre pour y diriger une Société d'Alimentation,  tout en conservant son goût pour les réalisations artistiques.  Il est l'auteurs de plusieurs dessins sur les églises et vieilles maisons de la ville de Laval  dont une rue porte aujourd'hui son nom.